# پروژه کشته‌سازی
پروژه کشته‌سازی، اصطلاحی عوام‌فریبانه و توجیه بدون هیچ سند و مدرک است که توسط حکومت ایران برای سلب مسئولیت از خود در کشتار معترضان اعتراضات در ایران و در جهت سرپوش گذاشتن به سرکوب خیزش ۱۴۰۱ ایران به دست نیروهای امنیتی حکومت ایران، توسط مسئولان حکومت و رسانه‌های وابسته استفاده می‌شود.
حکومت ایران هیچگاه مسئولیت کشتن معترضان به دست نیروهای امنیتی خود در جریان خیزش ۱۴۰۱ ایران و دیگر اعتراضات پیشین را برعهده نگرفته‌است و کشتن آنان توسط گلوله‌های جنگی شلیک شده از اسلحه مأموران خود را نمی‌پذیرد و ادعا می‌کند که حکومت هیچگاه برای مقابله با اعتراضات از گلوله‌های جنگی استفاده نمی‌کند و فقط در صورت لزوم از گلوله پینت‌بال و ساچمه‌زن و غیرکشندهاستفاده می‌کند.
نظام جمهوری اسلامی کشتن بیش از ۵۰۰ معترض از تاریخ ۲۶ شهریور ۱۴۰۱ تاکنون را به عوامل ضدانقلاب، منافقین، معاندین، اغتشاشگران، گروهای تجزیه‌طلب یا افراد ناشناسی که وجود خارجی ندارند نسبت می‌دهد.

## پیشینه
اولین اقدام حکومت ایران در موضوع کشتار مردم و انتساب آن به مخالفان خود در جهت تحریک احساسات مردمی در جهت پیشبرد اهداف خود، حادثه عمدی آتش‌سوزی سینما رکس آبادان در شبِ شنبه ۲۸ مرداد ۱۳۵۷ و پیش از انقلاب ۱۳۵۷ بود که توسط عوامل وابسته به انقلابیون ایران رخ داد ولی سعی کردند که آن را به ساواک و رژیم پهلوی نسبت دهند که بعداً حقیقت ماجرا مشخص شد و عوامل اصلی دستگیرشده اعتراف کردند که هیچ وابستگی به رژیم شاه نداشته و این اقدام در جهت پیشبرد مقاصد انقلاب انجام شد.
در روز ۳۰ خرداد ۱۳۸۸ و در جریان پیامدهای انتخابات ریاست‌جمهوری دهم ایران، ندا آقاسلطان در خیابان کارگر شمالی تهران به ضرب گلوله کشته شد. سپس رسانه‌های رسمی و وابسته به جمهوری اسلامی ضمن مشکوک قلمداد کردن این حادثه واکنش‌های متفاوتی ابراز نمودند و این حادثه را متوجه عوامل دیگری غیر از نیروهای امنیتی و لباس شخصی حاضر در صحنه کردند. رجا نیوز به نقل از صدا و سیمای جمهوری اسلامی ایران اعلام کرد که آرش حجازی قاتل اصلی ندا است روزنامه جوان، نیز مدعی شد که خبرنگار بی‌بی‌سی، برای قتل ندا آقاسلطان، اوباش را اجیر کرده‌بود.

## رفتار دوگانه حکومت
عملکرد دستگاه قضایی و امنیتی حکومت ایران نشان می‌دهد در بررسی پرونده کشته‌شدگان رفتار دوگانه دارند. اگر پرونده مربوط به کشته شدن مأموران خودی یا طرفداران حکومت باشد، عوامل حادثه را در مدت کوتاهی دستگیر می‌کنندولی پرونده‌های کشته‌شدگان اعتراضات را با ادعای تحقیقات در حال بررسی رها می‌کنند تا مشمول گذر زمان شود.
مأموران امنیتی حکومت جمهوری اسلامی با ربودن پیکرهای کشته‌شدگان خیزش ۱۴۰۱ ایران و انتقال آنها بدون اطلاع و اجازه خانواده و بستگان آنها به اماکن دیگر و دفن مخفیانه آنها بدون حضور بازماندگان تلاش می‌کنند تا خانواده و بستگان جانباختگان را به سکوت وادار کنند و آنها را تهدید می‌کنند که در صورت عدم تمکین به خواسته‌های آنان از تحویل اجساد و اعلام محل دفن آنها ممانعت خواهند کرد. جمهوری اسلامی در بیشتر موارد با پرونده‌سازی برای کشته‌شدگان اعتراضات تلاش می‌کند تا حقیقت ماجرا را وارونه و به دور از واقعیت جلوه دهد و آن را به گروهای تجزیه‌طلب، داعش یا معترضان مسلح‌شده توسط دشمنان خارجی نسبت دهد.

## خیزش ۱۴۰۱ ایران
حکومت ایران در توجیه پروژه کشته‌سازی مورد ادعای خود تلاش می‌کند تا کشته شدن معترضان بر اثر اصابت گلوله را به شلیک از سلاح‌هایی غیر از نمونه‌های شناخته‌شده برای استفاده مأموران امنیتی خود ربط دهد. بنا به اظهارات و تأیید دادستان مرکز استان گیلان، مهران سماک در شامگاه سه‌شنبه ۸ آذر در بندرانزلی بر اثر اصابت گلوله ساچمه‌ای که از سلاح شکاری شلیک شده‌است به قتل رسیده‌است و تأیید و ادعای این مقام قضایی می‌تواند نشانگر این باشد که نیروهای امنیتی حکومت برای ردگم‌کنی و ایجاد ابهام در چگونگی کشته شدن افراد و نسبت دادن کشتن معترضان به افرادی غیر از مأموران امنیتی حکومت، از سلاح‌های مخفی نامتعارف و غیرسازمانیدر سرکوب و کشتار معترضان استفاده می‌کنند.
بر اساس گزارش روزنامه همشهری، حمیدرضا روحی دیگر معترضی که شامگاه ۲۷ آبان ۱۴۰۱ بر اثر شلیک مستقیم گلوله کشته شد، نیز بر اثر شلیک از اسلحه کوچکی با نام شاه‌کش بوده‌است. تارا سپهری‌فر، پژوهشگر ارشد ایران در دیده‌بان حقوق بشر نیز معتقد است که حکومت ایران با سلاح جنگی، شات‌گان و هفت‌تیر معترضان را هدف قرار می‌دهد.
در روز ۲۵ آبان ۱۴۰۱ در کامیاران، برهان کرمی که شغل وی کارگری ساختمانی بود، هنگام عبور از خیابان با حمله مرگبار نیروهای حکومتی روبه‌رو شد و با شلیک مستقیم سه گلوله جنگی به سر و گردنش توسط تک‌تیرانداز سپاه کشته شد ولی برخی رسانه‌های حکومتی با پخش فیلمی تقطیع شده مدعی شدند که وی به دست فردی ناشناس از نزدیک مورد اصابت گلوله قرار می‌گیرد و تلاش می‌کنند تا کشته‌شدن وی را با عنوان کشته‌سازی اغتشاشگران از گردن مأموران امنیتی بردارند.

## واکنش‌ها
عباس عبدی، پژوهشگر اجتماعی و روزنامه‌نگار اصلاح‌طلب و فعال سیاسی، در پاسخ به توجیه یکی از معتقدان و هواداران «پروژه کشته‌سازی» در حادثه کشته شدن کیان پیرفلک در توئیتی نوشت: «متأسفانه بسیاری از مردم با اتکا به این استدلال به مدت ۳ روز روایت سقوط هواپیما را هم پذیرفتند، بعد معلوم شد که حقیقت مغایر این روایت است.»